# 朱基瑢
朱 基瑢（チュ・ギヨン、朝鮮語: 주기용、1897年3月12日 - 1966年5月8日）は、日本統治時代の朝鮮および韓国の独立運動家、教育者、政治家。制憲国会議員。氏名の漢字表記は朱基容、朱基溶、朱基鎔などもある。
本貫は新安朱氏。牧師の朱基徹は従弟、独立運動家・教育者の李昇薫は岳父。

## 経歴
慶尚南道昌原郡（現・昌原市鎮海区）出身。1916年に平安北道定州郡の五山中学校を卒業した後に故郷に戻り、熊東面にあった啓光学校で教鞭を取った。学校に在職中に三・一運動が起こると、熊川・熊東の万歳デモを主導したため馬山の刑務所に投獄された。出獄後は創立者で岳父の李昇薫の助けを借りて日本内地に渡り、正則英語学校を経て東京高等師範学校数学科を卒業した。1927年に五山中学校に行って教務主任を務め、1928年に培花女子中学校の教員を経て、1932年9月1日に五山中学校の校長に赴任したが、1942年には日本当局により強制的に辞任させられた。その後は江原道鉄原郡に行って農場を経営し、解放後に再び社会活動を展開しながら、平安北道治安維持会副委員長を務めた。1945年に曺晩植を中心に創立された朝鮮民主党の平安北道党委員長、ソウル市党副委員長などの幹部を務め、続いて五山中学校の校長にも招聘されたが、共産主義政策に不満を抱いて越南した。
その後は南朝鮮過度政府の文教部普通教育局長を経て、1948年5月31日の初代総選挙に昌原郡選挙区から無所属で出馬し当選し、初代国会文教社会分科委員長に選出された。国会議員在職中は教育分野の根幹となる「教育法」の制定について関係者と数回の審議を重ねて、1949年12月に「教育法」の骨子案が公布された。その後は再び中央教育委員会委員、大韓教育連合会事務局長、五山学校理事などを歴任し、1953年に再び五山中高等学校の校長に就任した。1961年に定年退職後、1962年からは第6代五山学校財団理事長に就任した。
1966年5月8日に老衰により延世大学校附属病院で死去。享年70。